# Hervanta centrum

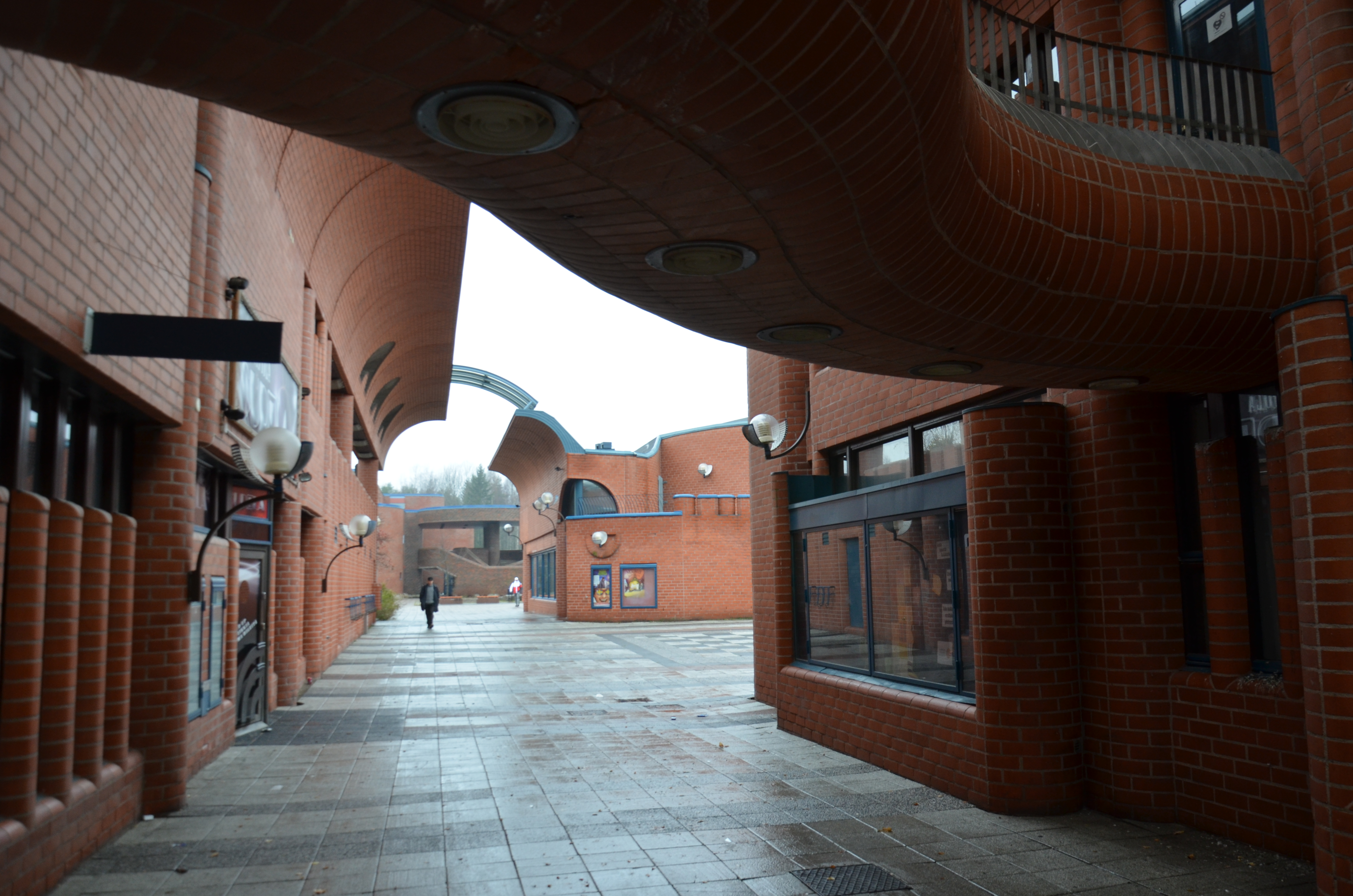
Hervanta centrum

Hervanta centrum (finska: Hervannan toimintakeskus) är ett stadsdelscentrum med butiker och kommunala institutioner i förorten Hervanta söder om Tammerfors i Finland.
Hervanta centrum är ritat av Reima och Raili Pietilä och uppfört omkring 1989.

## Bildgalleri

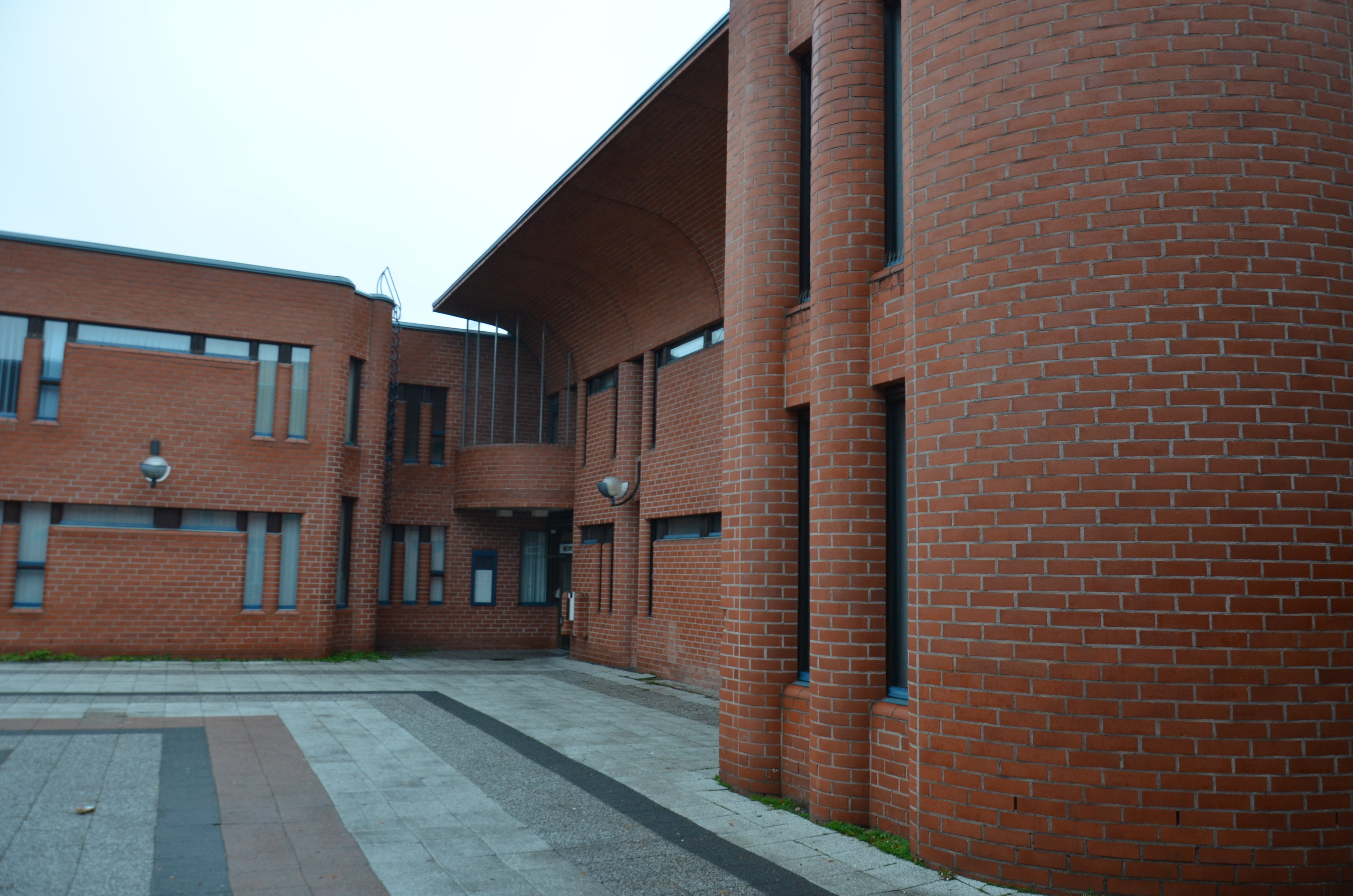
Piazza
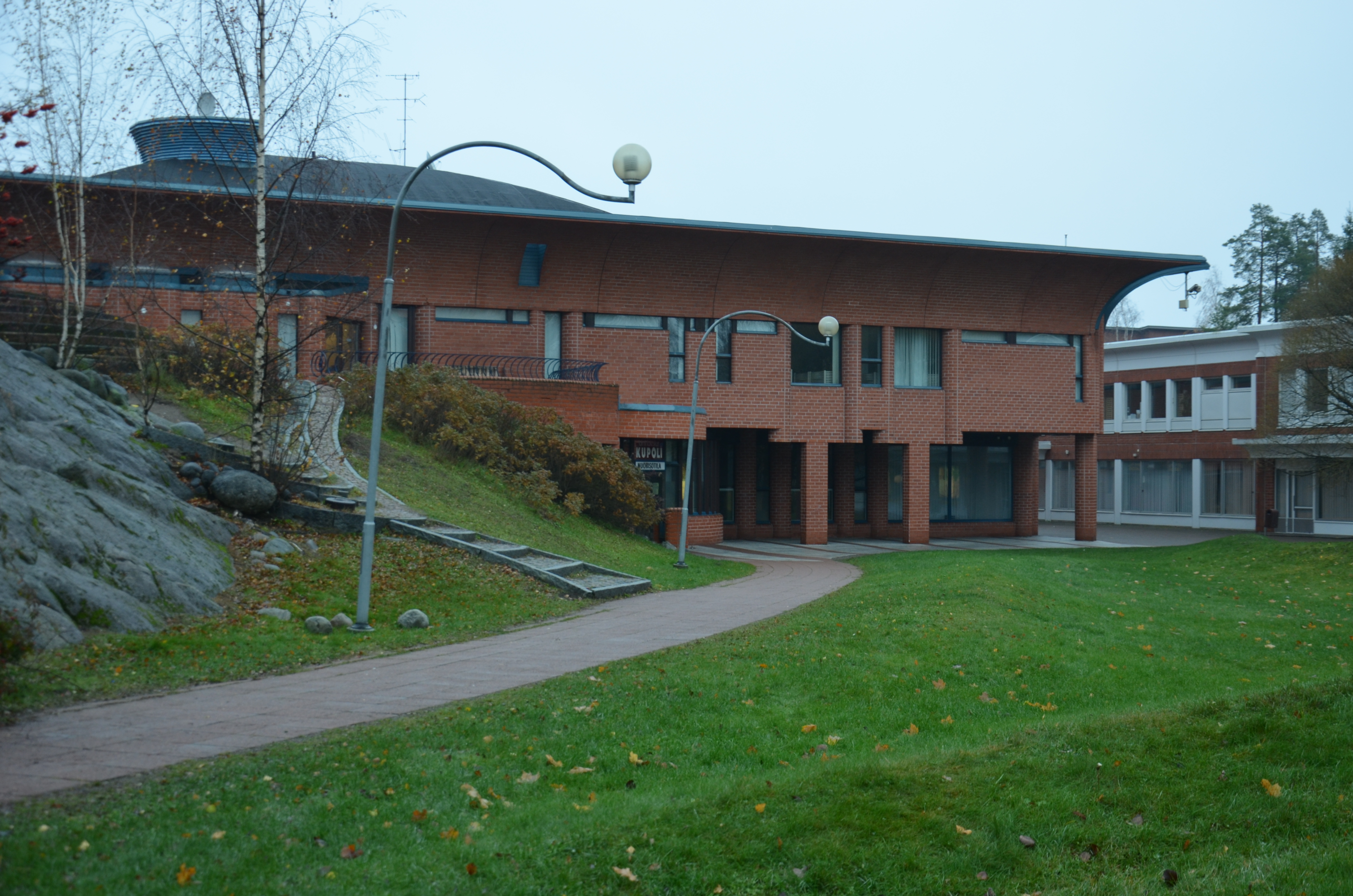
Ungdomsgården
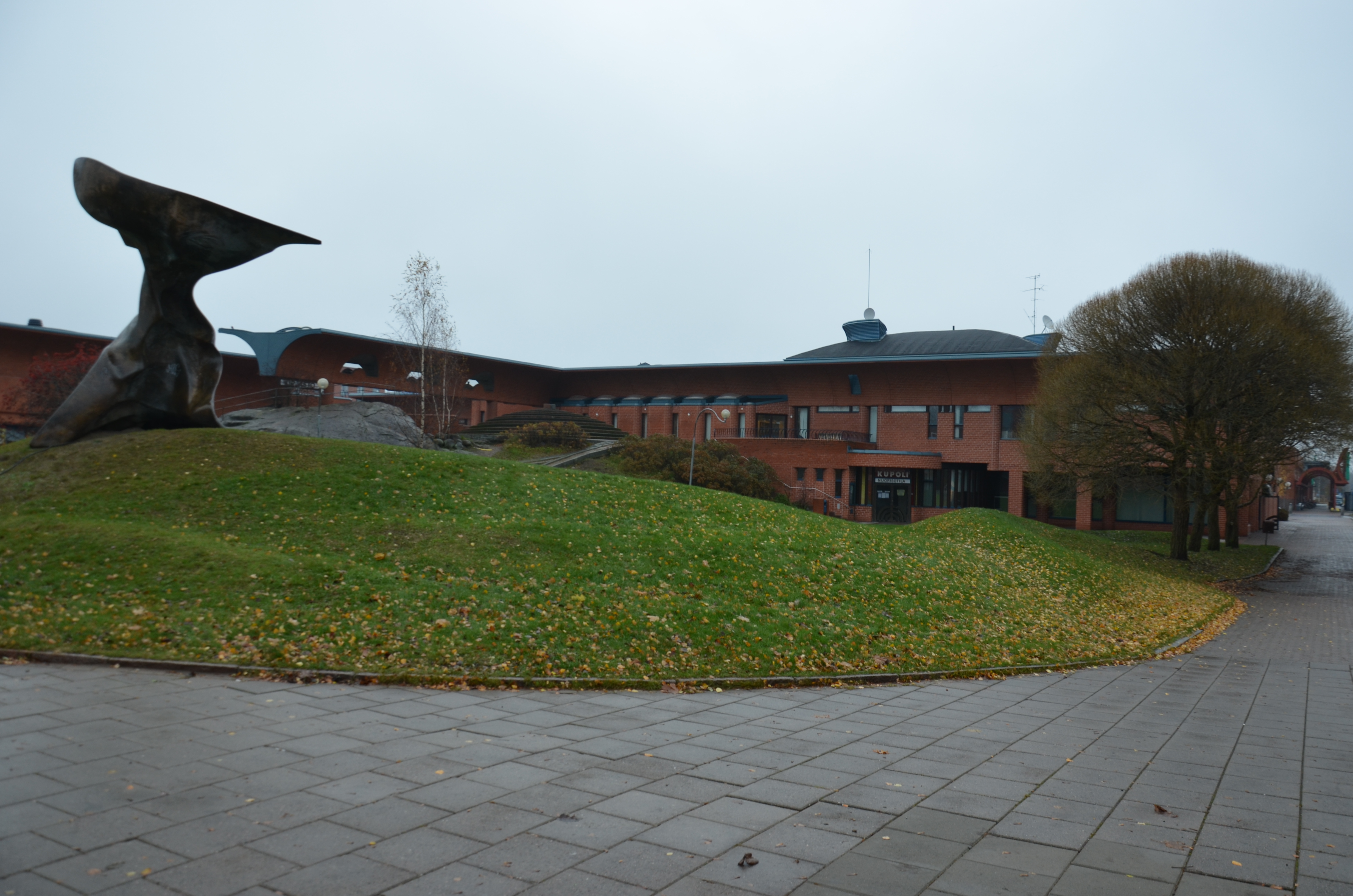
Mot parken
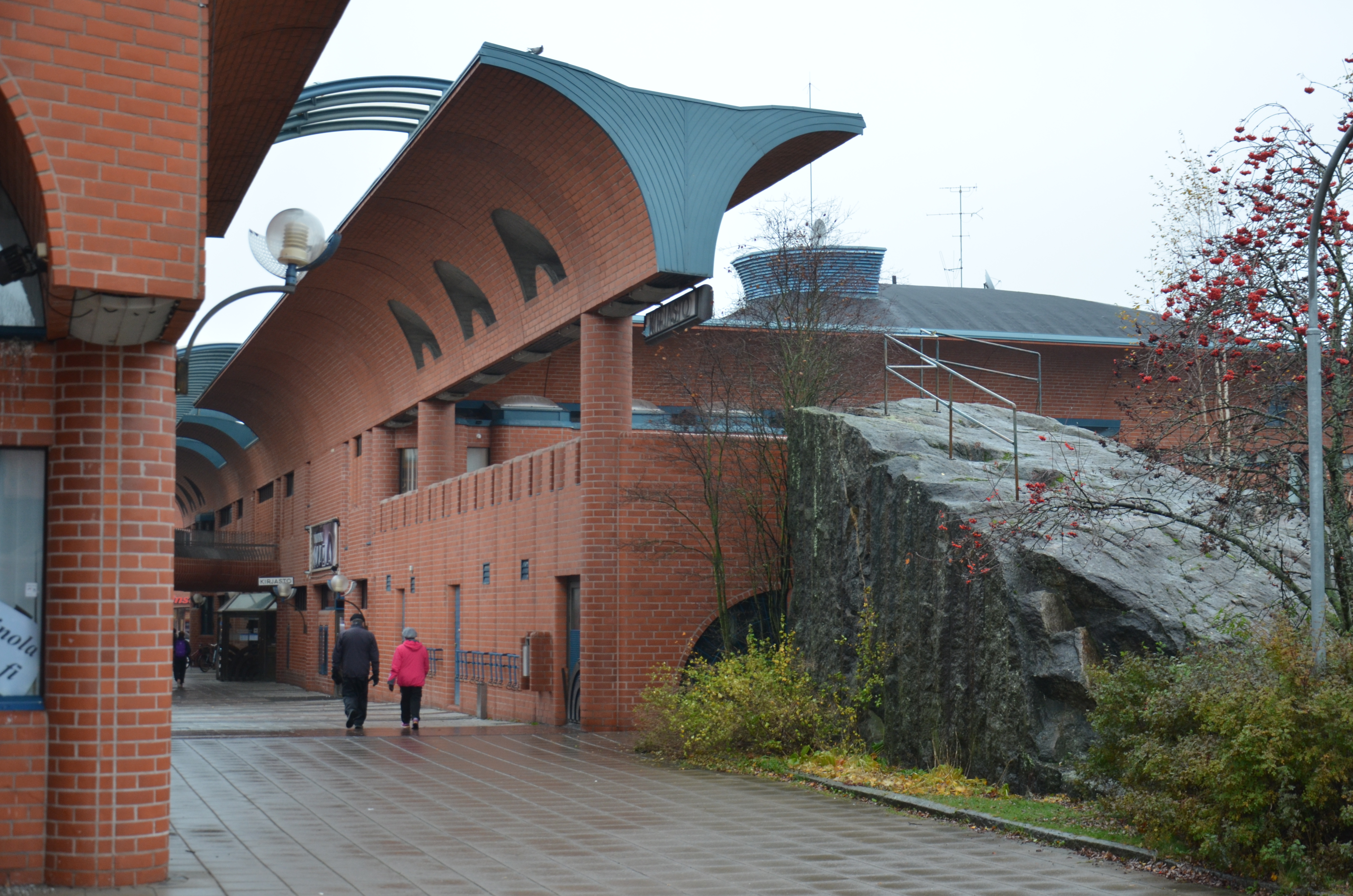
Huvudstråket söderifrån
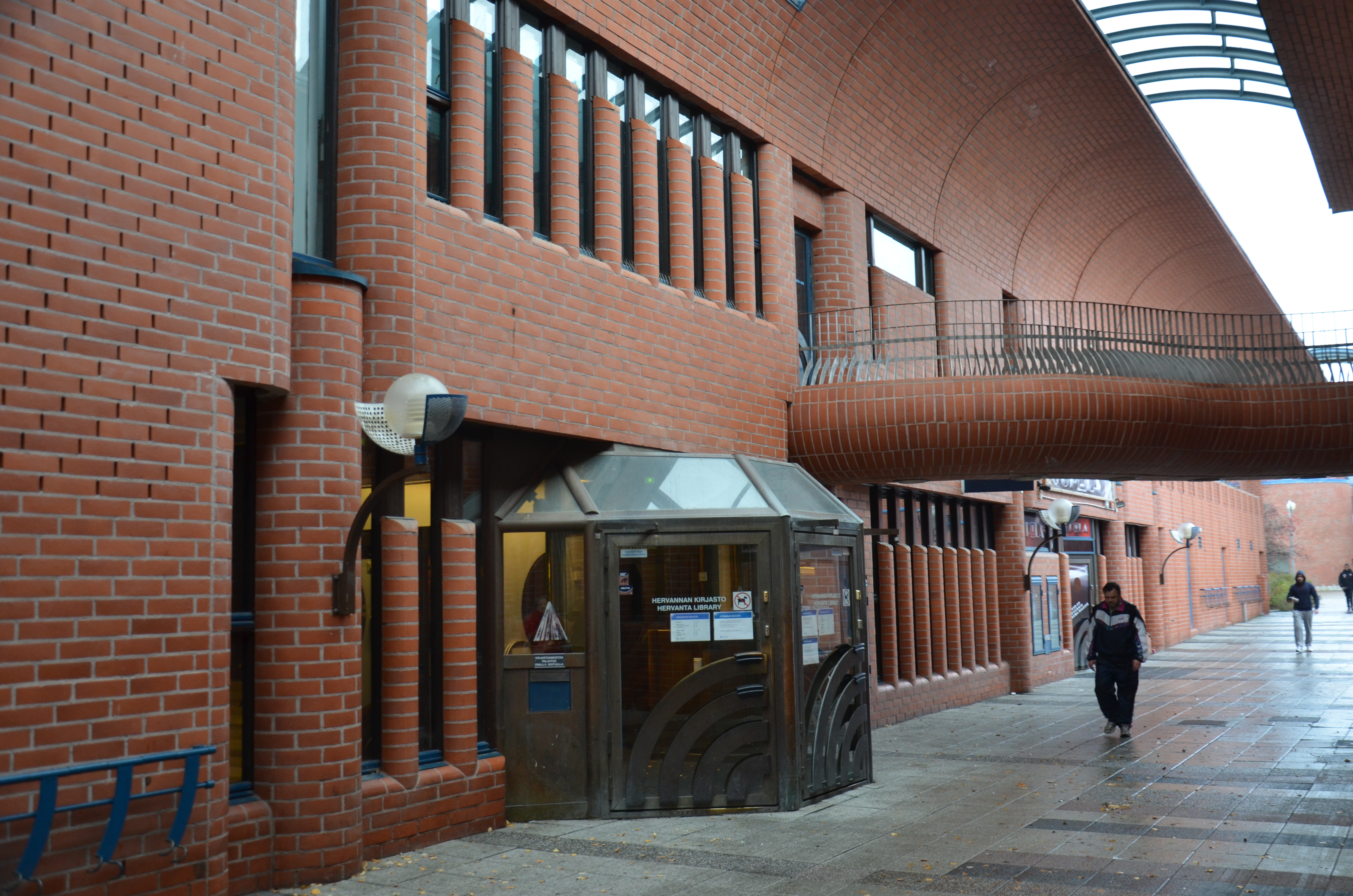
Biblioteket
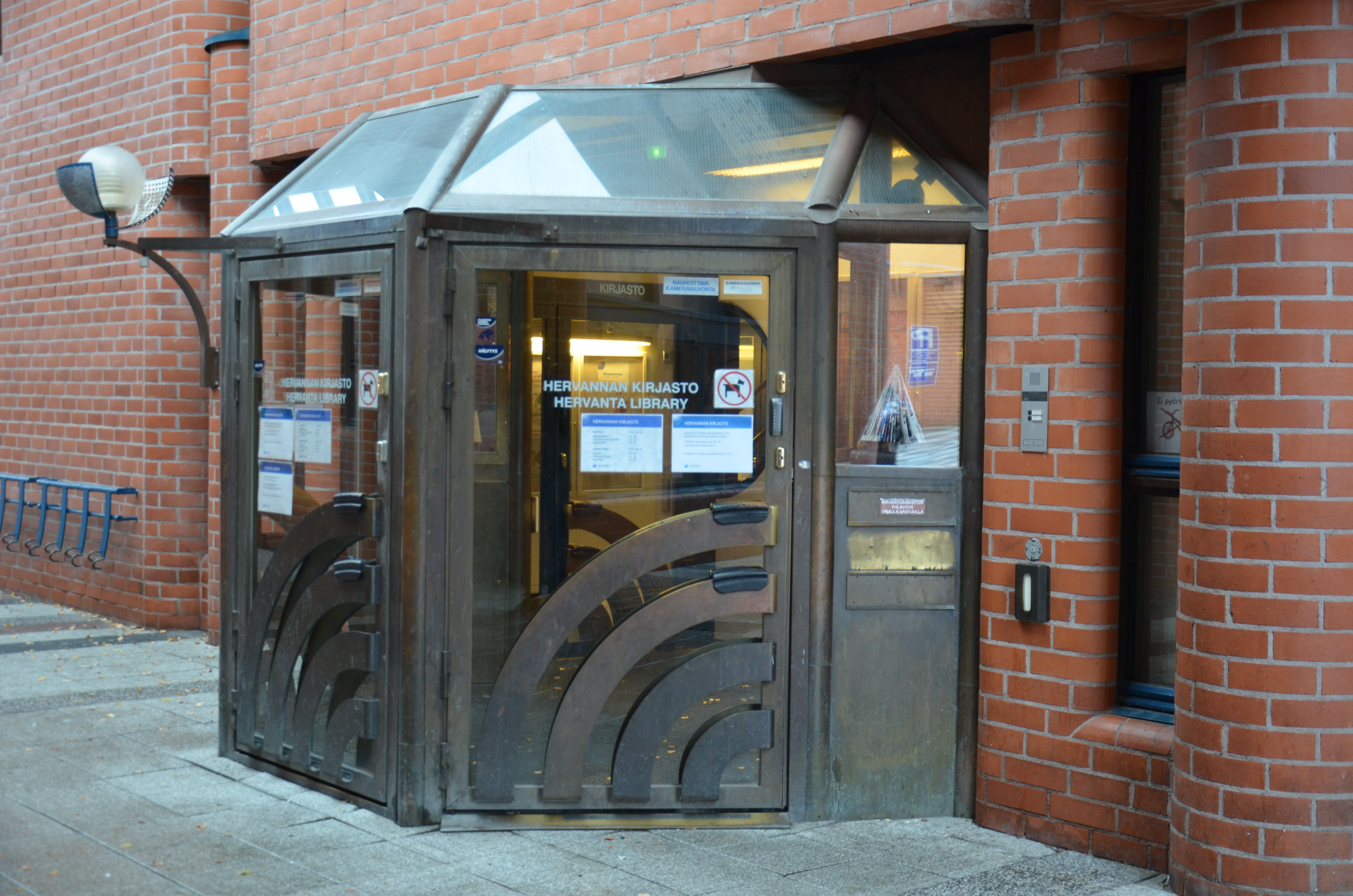
Ingången till biblioteket